# Подбжезе-Гурне
Подбжезе-Гурне (пол. Podbrzezie Górne, нім. Ober Siegersdorf) — село в Польщі, у гміні Кожухув Новосольського повіту Любуського воєводства.
Населення — 233 особи (2011).
У 1975-1998 роках село належало до Зеленогурського воєводства.

## Демографія
Демографічна структура станом на 31 березня 2011 року:
|          | Загалом | Допрацездатний вік | Працездатний вік | Постпрацездатний вік |
| -------- | ------- | ------------------ | ---------------- | -------------------- |
| Чоловіки | 118     | 26                 | 77               | 15                   |
| Жінки    | 115     | 23                 | 63               | 29                   |
| Разом    | 233     | 49                 | 140              | 44                   |